# Вакинг
Вакинг (англ. waacking, от англ. waack — махать руками) — танцевальное направление, зародившееся в 70-е годы XX века как часть клубной культуры США.
Вакинг зародился в 1970-е годы в Лос-Анджелесе. В основном вакинг танцуют под диско.
В сегодняшнем вакинге выделяют два течения. Для нью-йоркского вакинга, отличающегося большим влиянием вогинга, в большей степени характерны движения ног и вог-позировки. Танцевальный стиль вогинг зародился в 40-50-х годах XX века в нью-йоркских клубах и подражает подиумной ходьбе и позировкам моделей. Для вакинг-школы Лос-Анджелеса, испытывающего большое влияние локинга, характерны непрерывные движения, «замахи» руками.